# Sulfat de calciu
Sulfatul de calciu este o sare a calciului cu acidul sulfuric cu formula chimică CaSO4. Este totodată un compus cu o mare importanță industrială.
Este insolubil în apă. Se găsește în natură sub forma de dihidrat (gips) și anhidru
(anhidrit sau ipsos). Gipsul se transformă prin încălzire la 120-140°C în ipsos. În industrie este folosit în construcții iar în medicină pentru realizarea aparatelor de imobilizarea a fracturilor.
1. ↑  „Sulfat de calciu”, CALCIUM SULFATE (în engleză), PubChem, accesat în 19 noiembrie 2016
2. 1 2 3   http://www.cdc.gov/niosh/npg/npgd0095.html Lipsește sau este vid: |title= (ajutor)
3. ↑  Basic laboratory and industrial chemicals: A CRC quick reference handbook[*] Verificați valoarea |titlelink= (ajutor)